# Saint-Léger-sous-Margerie
Saint-Léger-sous-Margerie ist eine französische Gemeinde mit 52 Einwohnern (Stand: 1. Januar 2022) im Département Aube in der Region Grand Est. Sie gehört zum Arrondissement Bar-sur-Aube und zum Kanton Brienne-le-Château. 

## Lage
Sie ist umgeben von folgenden Nachbargemeinden:
|              | Saint-Utin                                  |           |
| Balignicourt | Kompassrose, die auf Nachbargemeinden zeigt | Chavanges |
|              | Pars-lès-Chavanges                          |           |

## Bevölkerungsentwicklung
| Jahr                      | 1962 | 1968 | 1975 | 1982 | 1990 | 1999 | 2008 | 2016 |
| ------------------------- | ---- | ---- | ---- | ---- | ---- | ---- | ---- | ---- |
| Einwohner                 | 92   | 87   | 65   | 55   | 65   | 81   | 59   | 60   |
| Quelle: Cassini und INSEE |      |      |      |      |      |      |      |      |

## Sehenswürdigkeiten
- Kirche Saint-Léger, Monument historique seit 1987

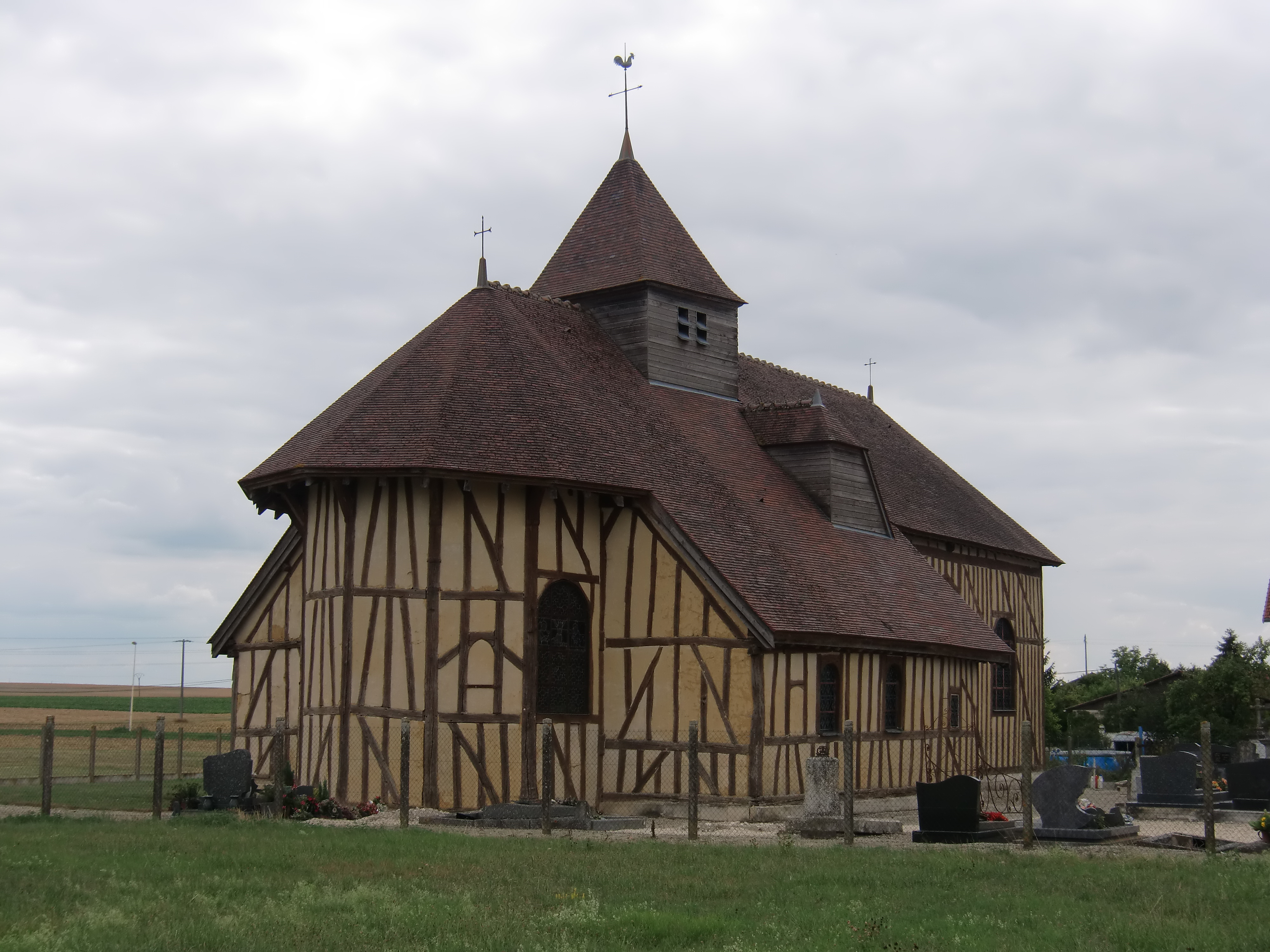
Kirche Saint-Léger